# Sad Hill
Pour les articles homonymes, voir Cimetière de Sad Hill.
Albums de Khéops
/ Sad Hill Impact
(2000)
Sad Hill (/sæd hɪl/) est le premier album produit par Khéops, le DJ du groupe de rap français IAM. C'est un album-concept en forme d'hommage au western spaghetti.
Sorti à l'origine en double CD, l'album sera réédité l'année suivante en un volume unique avec des remixes mais sans certains des titres de la version d'origine.
« Sad Hill » est également le nom du label de Kheops, créé à la même période.

## Conception
Kheops raconte : « J'ai préparé des musiques dans mon coin avant d'envoyer des cassettes à chacun des rappeurs pour qu'il compose son texte. Ils sont ensuite venus enregistrer à la maison. Avec le temps, j'ai transformé mon appartement en studio. Le matin, on calait la musique, à midi, barbecue, l'après-midi, voix et photos de pochette. »

## Description
L'atmosphère générale de l'album se situe dans les films de western, en particulier de western spaghetti.
Le nom de l'album est un hommage au film de Sergio Leone Le Bon, la Brute et le Truand puisqu'il s'agit du nom du cimetière de Sad Hill dans lequel les personnages Blondin, Sentenza et Tuco se retrouvent lors de la scène finale. Trois des membres d'IAM ont d'ailleurs pris comme pseudonyme (pour cet album uniquement) les noms de ces personnages.
La pochette de l'album est également un hommage au film : on y voit les membres d'IAM revêtus des costumes de leurs alter-égos du film.
Le sample du morceau Sad Hill contient « la musique de la montre » d'un autre film de Sergio Leone, Et pour quelques dollars de plus.

## Édition originale (Double album)
CD 1 :
1. Sad Hill - IAM
2. C'est justifiable - Les X Men
3. Def Bond - Def Bond
4. Le Play-Boy de Sarcelles - Stomy Bugsy
5. Scrute le terrain - 3e Œil
6. Hip-Hop Marseillais - Def Bond et Faf Larage
7. Fils du dragon - Freeman
8. Si t'es cap d'y aller - Hifi
9. Le DJ live on stage (Interlude) - MC Guichard et Grandmaster Martin
10. Les groupes représentent - Def Bond et Shurik'n

CD 2 :
1. Mama Lova - Oxmo Puccino
2. Pousse au milieu des cactus, ma rancœur - Sentenza
3. Les meufs du show-biz - Passi
4. Les jours sont trop longs - Def Bond
5. Merci - Fabe et Koma
6. Le fainéant - Faf Larage
7. Si j'avais su - Shurik'n Chang-Ti
8. 0013 - Def Bond
9. Côté Obscur connection - Pit Baccardi
10. Total Khéops II - Sentenza

## Réédition (Volume Unique)
1. Sad Hill - IAM
2. C’est justifiable - X-Men Les X Men
3. Def Bond (Secret Défense Mix) - Def Bond et Spectre
4. Le playboy de Sarcelles - Stomy Bugsy
5. Scrute le terrain - 3e Œil
6. Hip-Hop Marseillais - Def Bond et Faf Larage
7. Fils du dragon - Freeman
8. Si t’es cap d’y aller - HiFi
9. Mama Lova - Oxmo Puccino
10. Pousse au milieu des cactus, ma rancœur - Sentenza
11. Les meufs du show-biz - Passi
12. Les jours sont trop longs (remix) - Def Bond & Afrodiziac
13. Merci - Fabe et Koma
14. Le fainéant - Faf Larage
15. Si j’avais su - Shurik'n Chang-Ti
16. 0013 - Def Bond
17. Côté obscur connection - Pit Baccardi
18. Total Kheops II - Sentenza